# Киль (аэропорт)
Аэропорт Киля (нем. Flughafen Kiel, (ИАТА: KEL, ИКАО: EDHK)) — небольшой региональный аэропорт в Киле, Германия. Он расположен в районе Хольтенау, в 8,3 км к северу от центра города. Он зарегистрирован как общественный аэродром (нем. Verkehrslandeplatz). По состоянию на 2006 год он обслужил 30 528 пассажиров.

## История
Аэродром был построен в 1914 году на искусственной равнине, созданной из отходных материалов при строительстве Кильского канала. В 1927 году была основана компания Kieler Flughafengesellschaft, которая управляла земельным аэропортом Киля (нем. Landflughafen Kiel). За это время функционировало 27 национальных и международных направлений. В 1937 году аэропорт был преобразован в военную авиабазу. Однако он продолжал использоваться и для гражданских рейсов, таких как регулярные рейсы в Брауншвейг и Берлин (Темпельхоф).
Рулежные дорожки были расширены в 1963 году, первый терминал был построен в 1965 году. Этот терминал использовался для регулярных рейсов в западный Берлин, которые осуществляла компания Pan Am.
В 1987 году был построен терминал, который используется до сих пор. В то же время Lufthansa начала предлагать регулярные рейсы во Франкфурт-на-Майне, а затем в Кельн/Бонн, Мюнхен, Копенгаген, Калининград и Ригу.
В 1995 году аэропорт снова стал гражданским, а в 1997 году был построен новый диспетчерский пункт, которым управлял гражданский персонал. Однако его продолжили использовать в военных целях.
В 2000 году был построен новый ангар. В этом же году были проанализированы перспективы развития аэропорта. На основе этого анализа планы, утвержденные властями федеральной земли Шлезвиг-Гольштейн в марте 2002 года, предусматривали расширение взлетно-посадочной полосы с 1300 м до 2100 м. Это позволило бы реактивным самолетам приземляться в Киле. В этом случае федеральная трасса B 503 пересекала бы расширенную взлетно-посадочную полосу в туннеле.

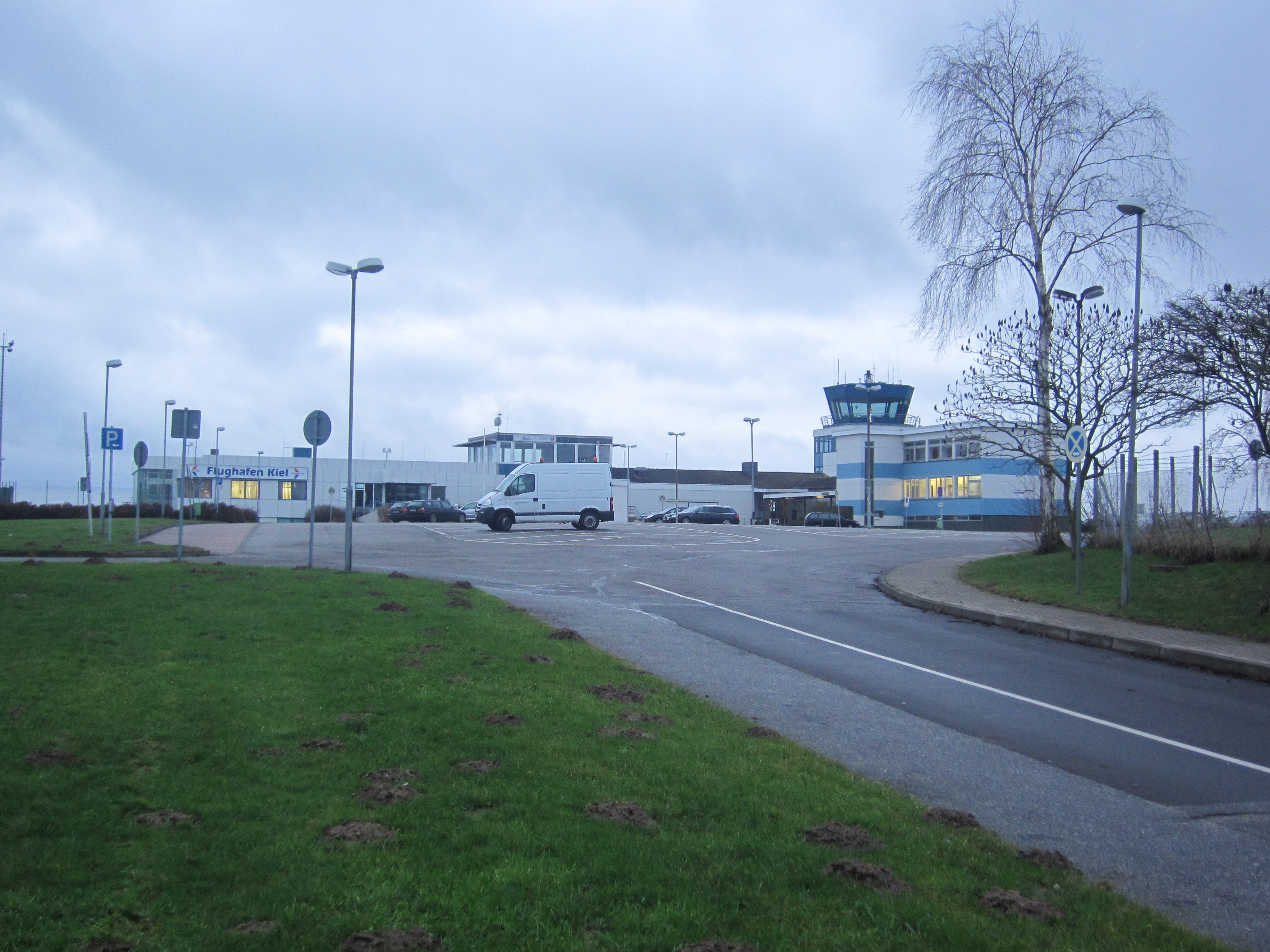
Здание терминала

Однако в последующие годы аэропорт использовали все реже, поскольку все больше и больше регулярных рейсов прекращалось. Когда 23 декабря 2005 года последний маршрут был прекращен, работа аэропорта была приостановлена до 3 апреля 2006 года, а 24 января 2006 года министр торговли федеральной земли объявил, что планы продления деятельности аэропорта отменены навсегда.
Компания Cirrus Airlines выполняла регулярные рейсы в Мюнхен со 2 мая 2006 года на одном самолете DHC-8-100, который базировался в аэропорту Киля. Федеральная земля Шлезвиг-Гольштейн предоставила субсидии на три года. Однако, поскольку количество пассажиров было значительно меньше, чем ожидалось, субсидии были прекращены в октябре 2006 года.

### Референдум 2018 года
В 2017 году альянс «Мы создаем город» (нем. Wir machen Stadt) инициировал референдум о продолжении функционирования аэропорта и собрал необходимое количество подписей. Заседание совета Киля решило провести референдум параллельно с выборами в местные органы власти Шлезвиг-Гольштейна 6 мая 2018 года. Вопрос был поставлен следующим образом: «Поддерживаете ли вы закрытие аэродрома Холтенау, а вместо этого создание на его территории нового многофункционального района с как можно большим количеством коммунального и некоммерческого жилья?». Референдум завершился 29,7 % голосов за и 70,3 % против.

## Авиакомпании и направления рейсов
В настоящее время аэропорт Киля не обслуживает регулярные рейсы.

### Гражданское использование

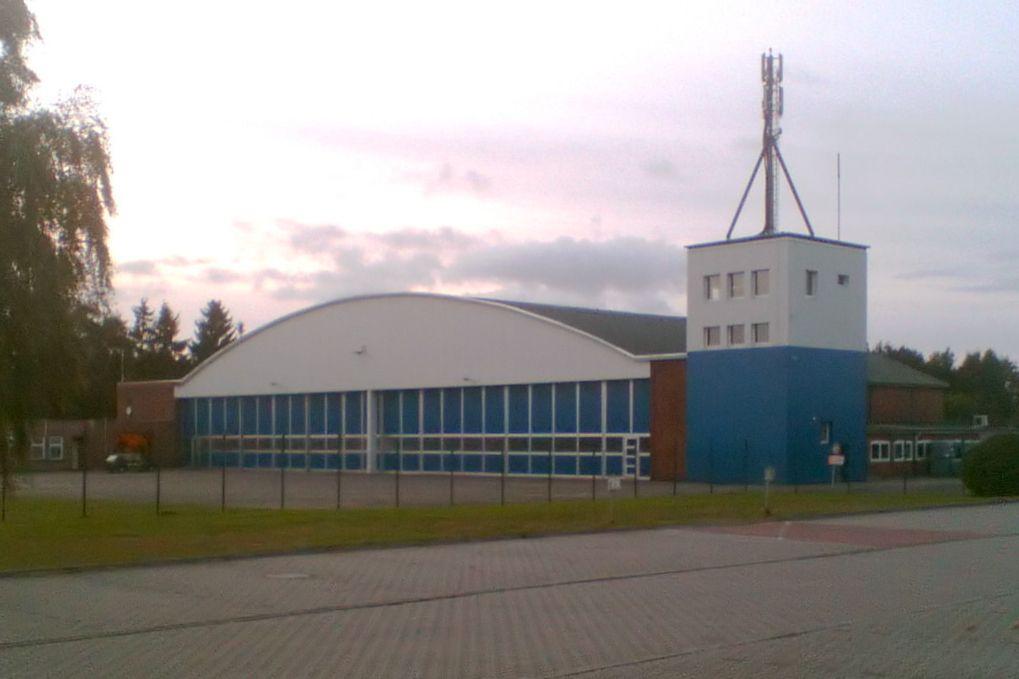
Ангар для самолетов

Немецкая ассоциация авиационного спорта Киля (нем. Luftsportverein Kiel e.V.), чартерная авиакомпания FLM Aviation и служба полетов на вертолете базируются в аэропорту Киля. Кроме того, ежегодно проводятся международные дни авиации (нем. Internationale Flugtage), на которых демонстрируются воздушная акробатика, прыжки с парашютом и исторические самолеты.

### Военное использование
С самого начала своего существования аэродром использовался в военных целях. Во время Второй мировой войны Люфтваффе использовала самолеты для поддержки Кригсмарине, включая 2-ю, 3-ю и 5-ю эскадрильи 196-й летной группы, которые предоставляли самолеты для боевых надводных сил Кригсмарине. С 1958 года являлся базой для авиационных подразделений бундесмарине. В настоящее время авиакрыло № 5, которое известно поисково-спасательными операциями, выполняемыми из аэропорта на вертолетах Sea King, базируется в Киле. В перспективе эти вертолеты планируется заменить на MH 90. Новые вертолеты будут базироваться в авиакрыле № 3 в Нордхольце, что послужит основанием для роспуска военной авиабазы в Киле.

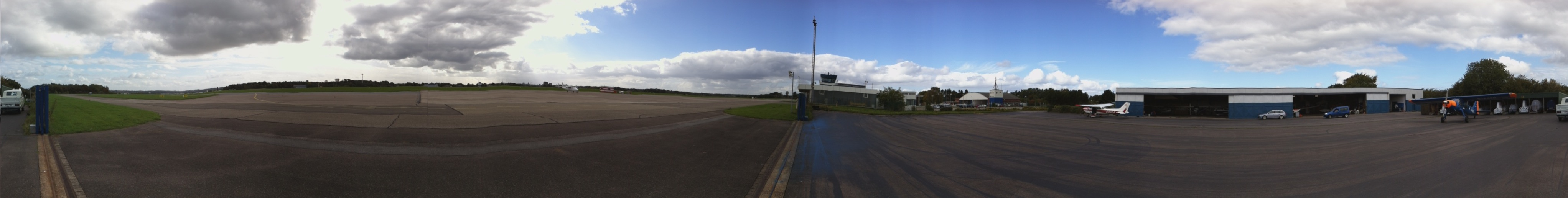
Панорама аэропорта Киля, 2010

Кроме того, самолеты люфтваффе, действующие в качестве ложных целей для боевой практики, вылетают из аэропорта Киля.

## Происшествия и несчастные случаи
- 15 февраля 2006 года частный самолет из России вынужден был совершить аварийную посадку в Киле из-за задымленности в самолете. Самолет пролетел над взлетно-посадочной полосой и скатился со склона[7], поскольку пилот не был знаком с аэропортом и неправильно понял длину взлетно-посадочной полосы, указанную по радио.